# Can Julià (Hostalric)
Can Julià és una casa entre mitgeres al nucli urbà, al carrer Major d'Hostalric. De planta rectangular, consta de planta baixa i dos pisos. La coberta és a dues vessants i amb teula àrab. Té la façana arrebossada i pintada de color ocre. La planta baixa, hi ha una finestra rectangular, amb brancals, llinda i ampit de pedra i amb una reixa de ferro forjat; i una porta d'accés amb un arc carpanell rebaixat. Al primer pis hi ha una finestra molt similar a la de la planta baixa, però sense reixa. Al segon pis hi ha dues finestres amb forma quadrada, de mida menor i molt senzilles. La façana acaba amb una cornisa típica catalana.